# Comănești, Arad
Comănești (în maghiară Kománfalva) este un sat în comuna Hășmaș din județul Arad, Crișana, România.

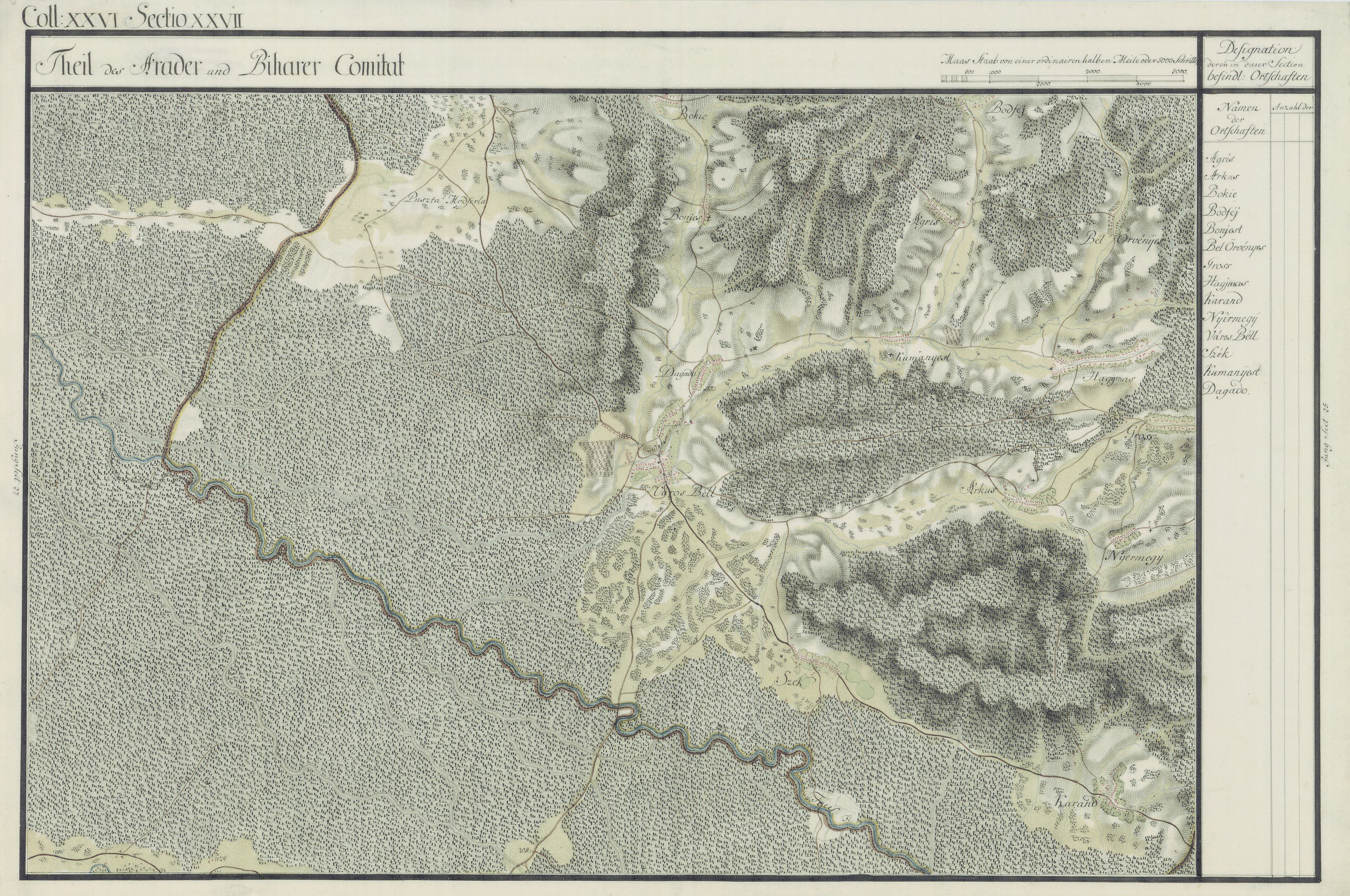
Comănești în Harta Iozefină a Comitatului Arad, 1782-85